# یواس‌اس بیوسایرس ویکتوری (ای‌کی-۲۳۴)
یواس‌اس بیوسایرس ویکتوری (ای‌کی-۲۳۴) (به انگلیسی: USS Bucyrus Victory (AK-234)) یک کشتی بود که طول آن ۴۵۵ فوت (۱۳۹ متر) بود. این کشتی در سال ۱۹۴۴ ساخته شد.